# 美洋丸
美洋丸（びようまる）は日本初の電気推進機船(電気推進汽船)で、理論上は優秀な船だったが、現実には短所が勝っていた。

## 船歴

### 理論上は長所が多い船
美洋丸は第一次世界大戦の船舶特需の中で、浅野造船所が建造した標準型貨物船で、浅野造船所内でB型船と呼ばれた載貨重量トン数8500トン級貨物船の1隻であり、基本的なスタイルは当時の貨物船に一般的な三島型（船首楼・中央楼・船尾楼を有する船体）で船体中央に船橋と煙突1本を配置した。通常、B型船は主缶に石炭焚ボイラー、主機に三連成レシプロ機関を採用していたが、美洋丸は日本で初めて電気推進を採用した。これは斯波博士と寺野博士が浅野造船所の幹部に電気推進汽船を推奨したので、浅野造船所は東洋汽船のために、電気推進汽船の建造を決めたためだった。
美洋丸は浅野造船所で1920年（大正9年）6月16日に起工し、同年11月22日に進水、1921年（大正10年）5月20日に竣工した。
電気推進のため、機関方式にはタービン機関で発電機を回すターボ・エレクトリック方式を採用。左右両舷に備えた、約3,000rpm-3,600rpmの小型で強力なスタール式タービン機関で発電し、直径3メートル近いモーターを約300rpmで回転させた。それを減速ギアで60-70rpmにして推進機を回転させ、10ノット以上の速力を出した。
電気推進の利点は発電機と電動機を分けて配置できるので、軸路を省略して船倉を広くできたこと。後進タービンが無いので、前進中に後進タービンが空転することが無かった。また、後進の際にも前進と同様の出力を出せ、不変で経済的な航海速力を保てた。実際に、荒天時にはガバナーが利いて、レーシングの時に推進機が直ぐに止まるので、航海速力を維持することができた。そのため、美洋丸は時化だとかえって速力が出ると言われた。姉妹船だが通常のレシプロ推進だった麗洋丸と比べると、載貨重量トンとカーゴ・スペースは美洋丸が大きく、石炭消費量では1日あたり4トン少なかった。このように美洋丸は理論上は経済船だった。

### 現実は短所が目立つ船
建造した浅野造船所の職員は、美洋丸は建造後4年を経過しても、主機や一般機関部には大きい故障がなく、スタール・タービンは新品同様だと述べている。ところが、運用した東洋汽船の社史は、故障しやすくしばしばモーターが損傷した上、電気の影響で船体が早めに腐食したと述べている。そのため、船齢の割に早く非能率に陥ったとされる。
1941年（昭和16年）10月1日、美洋丸は陸軍に徴用され、太平洋戦争ではフィリピンの戦いや蘭印作戦で軍隊輸送船として活動したが、侵攻作戦が一段落した1942年（昭和17年）5月10日に解傭。以降は1944年（昭和19年）5月頃の一時期に軍の徴用を受けないまま軍事輸送に従事する陸軍配当船に指定されたくらいで、一貫して民需船として主に台湾と日本本土との輸送任務に従事。
その後運航不能になり大阪港内で繋留中、1945年（昭和20年）6月11日に空襲を受けて被弾損傷。終戦を迎えた。
終戦後はGHQの日本商船管理局（en:Shipping Control Authority for the Japanese Merchant Marine, SCAJAP）によりSCAJAP-B003の管理番号が付与されたが、太平洋戦争により徴用商船が壊滅したことによる深刻な船腹不足の中、船体の腐食がひどいため、1950年（昭和25年）に低性能船舶買入法の適用を受けて政府に売却され解体された。なお、美洋丸は戦前に事故で喪失した5隻を除くと、終戦時に唯一残存したB型船であった。